# بين ميلز
بين ميلز (بالإنجليزية: Ben Mills)‏ (23 مارس 1989 بستوك أون ترينت في المملكة المتحدة - ) هو لاعب كرة قدم بريطاني في مركز الهجوم. لعب مع ماكليسفيلد تاون وNantwich Town F.C. ‏ وستافورد رينجرز ونادي ويتون ألبيون وليك تاون ‏ وNewcastle Town F.C. ‏ وAlfreton Town F.C. ‏ ونادي ألترينتشام وBrackley Town F.C. ‏ وChester F.C. ‏.

## وصلات خارجية
- بين ميلز على موقع قاعدة بيانات كرة القدم.إي يو (الإنجليزية)
- بين ميلز على موقع Soccerbase.com (لاعب) (الإنجليزية)